# グリーン劇場
『グリーン劇場』（グリーンげきじょう）は、1960年10月1日から1961年4月29日までKRT（ラジオ東京テレビ）→TBS系列の土曜20時00分 - 20時45分に放送された、単発テレビドラマの放送枠の名称である。全30回。
富士フイルム（現：富士フイルムホールディングス）の一社提供で、タイトルの『グリーン』は、富士フイルムのイメージカラー「緑」に因む。

## 概要
- 株式会社文藝春秋とのタイアップを行い、同社の雑誌（文藝春秋ほか）に連載されていた小説を原作にしたドラマを放送する枠である。

## 放送作品一覧

### 1960年
- 斧の定九郎（10月1日）
- 灰色に見える猫（10月8日）
- 燕（10月15日）
- 挿絵の夕（10月22日）
- 白い紐（10月29日）
- 立候補勧誘（11月5日）
- 八丁目の休日（11月12日）
- 私にも言わせて欲しい（11月19日）
- 切腹九人目（11月26日）
- 地唄（12月3日）
- 二つの歌（12月10日）
- 今日は留守です（12月17日）
- 怒りの果実（12月24日）

（12月31日は大晦日特別番組『1960年オールスター大行進』のため休止）

### 1961年
- 藤十郎の恋（1月7日）
- ふりまわされる（1月14日）
- 地平線がぎらぎらっ（1月21日）
- 不法所持（1月28日）
- 俺は知らない（2月4日）
- たった一度の逢いびき（2月11日）
- 密航（2月18日）
- 霜柱（2月25日）
- 乳母車（3月4日）
- 人それを情死と呼ぶ（3月11日）
- はぐれ念仏（3月18日）
- 柴竹運送店（3月25日）
- ハナカミさんと日本のヨメ（4月1日）
- 隠密返上（4月8日）
- 佐和子の記憶（4月15日）
- 大戸保家（4月22日）
- 滝山騒動（4月29日）

## その後
当番組終了後、1961年5月6日から同年9月30日の間は定時番組を置かず、プロ野球中継または映画番組を20:00 - 21:26の枠で放送、そして1961年10月7日からは海外ドラマ『サーフサイド6』を20:00 - 21:00の枠で開始する。

## 参考資料
- テレビドラマデータベース